# Istieus
Istieus es un género extinto de peces osteíctios prehistóricos del orden Albuliformes. Este género marino fue descrito por Agassiz en 1843.

## Especies
Clasificación del género Istieus:
- † Istieus (Agassiz 1843)
  - † Istieus grandis (Agassiz 1842)
  - † Istieus lebanonensis (Davis 1887)
  - † Istieus macrocephalis (Agassiz 1842)